# Юки, Аой
Аой Ябусаки (яп. 八武崎 碧 Ябусаки Аой, род. 27 марта 1992, Тиба, Япония), более известная под псевдонимом Аой Юки (яп. 悠木 碧 Юки Аой), — сэйю и певица. Лауреатка шестой премии Seiyu Awards за лучшую главную женскую роль.

## Биография
Аой Ябусаки родилась 27 марта 1992 года в префектуре Тиба. С четырёхлетнего возраста работает в индустрии развлечений. Будучи ребёнком, она играла в нескольких фильмах и театральных постановках. С 1999 по 2002 год она регулярно появлялась в шоу Appare Sanma Dai-sensei и Yappari Sanma Dai-sensei, транслировавшихся по Fuji TV. Учась в пятом классе, дебютировала в качестве актрисы озвучки.
В конце 2006 года Аой начала сотрудничать с театральной компанией Central. После поступления в августе 2007 года в старшую школу она присоединилась к агентству Breath и взяла себе сценическое имя Аой Юки. В 2008 году она получила свою первую крупную роль в Kure-nai — Мурасаки Кухоин. В августе того же года актриса перешла в агентство Pro-Fit. В 2009 году она сыграла в двух аниме: Anyamaru Tantei Kiruminzuu в роли Микогами Рико и Yumeiro Patissiere в роли Амано Итиго. После этого она озвучила женских героев в нескольких сериалах, в частности — Айрис из «Покемона» и Викторику де Блуа из Gosick.
В марте 2010 года окончила школу, а в марте 2014 года — университет.
В 2011 году Юки озвучила Мадоку Канамэ из Mahou Shoujo Madoka Magica. В октябре того же года она получила награду «Лучший актёр озвучки» на Newtype x Machi Asobi Anime Awards. На шестой Seiyu Awards в 2012 году она выиграла награду «Лучшая актриса в главной роли». В 2013 году Юки с Аяной Такэтацу сформировали вокальный дуэт Petit Milady. Они совместно исполнили песню «Kagami no Dual-ism» (яп. 鏡のデュアル・イズム, Зеркало дуал-изма), которая была использована в качестве третьей вступительной композиции к сериалу Yu-Gi-Oh! Zexal II, а в 2014 году записали песню «Azurite», которая, в свою очередь, стала вступительной композицией сериала Toaru Hikuushi e no Koiuta. 26 апреля 2017 года официальный фан-сайт AoimAniA объявил о том, что Аой Юки сделает перерыв в музыкальной карьере. После закрытия сайта и фан-клуба она возобновила музыкальную карьеру под лейблом Nippon Columbia.
Помимо озвучивания, Юки занимается цифровыми иллюстрациями. Она нарисовала несколько фан-артов к аниме, в озвучке которых принимала участие. В 2019 году она создала собственный проект «YUKI×AOI Chimera Project» и надеется на запуск его аниме-адаптации.

## Озвучивание персонажей в аниме
2003
- Kino’s Journey — Сакура

2004
- Aishiteruze Baby — Марика

2005
- Onegai My Melody — Кото Юмэно

2008
- Kure-nai — Мурасаки Кухоин
- Shikabane Hime: Aka — Акира Тоока

2009
- Akikan! — Будоко
- Anyamaru Tantei Kiruminzuu — Рико Микогами
- Nogizaka Haruka no Himitsu: Purezza — Хикари Хацусэ
- Shikabane Hime: Kuro — Акира Тоока
- Sora no Manimani — Майбара
- Yumeiro Patissiere — Итиго Амано
- Yutori-chan — Ютори Танака

2010
- Dance in the Vampire Bund — Мина Цепеш
- Hyakka Ryouran Samurai Girls — Дзюби Ягю
- Ichiban Ushiro no Daimaou — Коронэ
- Jewelpet Twinkle — Амели
- Kami nomi zo Shiru Sekai — Мио Аояма
- Pokemon: Best Wishes! — Ирис
- Shiki — Сунако Кирисики
- So Ra No Wo To — Ноэл Каннаги
- Soredemo Machi wa Mawatteiru — Тосико Тацуно
- Yumeiro Patissiere Professional — Итиго Амано
- «Дюрарара!!» — Синра Киситани в детстве

2011
- A Channel — Тору
- Gosick — Викторика де Блуа
- Puella Magi Madoka Magica — Мадока Канамэ

2012
- Danshi Koukousei no Nichijou — Ринго-тян
- Senki Zesshou Symphogear — Хибики Татибана

2013
- Hyperdimension Neptunia: The Animation — Пико
- Yahari Ore no Seishun Love Come wa Machigatteiru — Комати Хикигая

2014
- Black Bullet — Кохина Хируко

2015
- Seiken Tsukai no World Break — Сидзуно Урусибара
- Yahari Ore no Seishun Love Come wa Machigatteiru. Zoku — Комати Хикигая
- «Ванпанчмен» — Тацумаки

2016
- Persona 5 the Animation: The Day Breakers — Футаба Сакура
- Stella no Mahou — Каё Фудзикава
- Kubikiri Cycle: Aoiro Savant to Zaregototsukai — Томо Кунагиса
- «Моя геройская академия» — Цую Асуи
- «Форма голоса» — Юдзуру Нисимия

2017
- ACCA: 13-ku Kansatsu-ka — Лотта
- Kino no Tabi: The Beautiful World — Кино
- Youjo Senki — Таня Дегуршафф

2018
- Persona 5 The Animation — Футаба Сакура

2020
- Yahari Ore no Seishun Love Come wa Machigatteiru. Kan — Комати Хикигая
- Appare-Ranman! — Хотото[21]
- Fate/Grand Order - Absolute Demonic Front: Babylonia — Тиамат
- Fire Force (2 сезон) — Тамаки Котацу
- Healin' Good Pretty Cure — Нодака Ханадэра
- Infinite Dendrogram — Лилиана Грандрия[22]

2021
- Heike Monogatari — Бива
- I've Been Killing Slimes for 300 Years and Maxed Out My Level — Адзуса Айдзава
- So I’m a Spider, So What? — «Я»/Сиро
- Sonny Boy — Мидзухо

2022
- «Киберпанк: Бегущие по краю» — Люси

2023
- Kusuriya no Hitorigoto — Мао Мао
- Nier: Automata Ver1.1a — Паскаль
- Spy Classroom — Моника

2024
- Tsuma, Shougakusei ni Naru — Такаэ Ниидзима, Марика Сираиси

## Озвучивание персонажей в играх
- Arknights — Истина, Nian, Earthspirit
- Azur Lane — Тайхо
- BlazBlue — Платинум Тринити
- Fate/Grand Order  — Окита Содзи, Тиамат
- Girls' Frontline[англ.] — M1918
- Granblue Fantasy — Анила, Мина Левин, Мона Левин, Мена Левин
- Genshin Impact — Путешественница (Люмин)
- Honkai Impact 3rd — Рита Россвайс
- Epic Seven — Ravi, Apocalypse Ravi
- Nier: Automata — Паскаль
- Persona 5 — Футаба Сакура
- Pokémon Sword и Shield — Иви
- Princess Connect! Re:Dive — Сузумэ
- Resident Evil: Revelations 2 — Наталья Корда
- Scarlet Nexus — Кодама Мелонэ